# Jamie Cullum
Jamie Cullum (Essex, 20 d'agost de 1979) és un autor, compositor i multiinstrumentista britànic de jazz i pop, conegut com a cantant i pianista.

## Biografia
Jamie Cullum va néixer el 20 d'agost del 1979 a Romford, Essex (Anglaterra). Va viure, durant la seva infantesa, a Hullavington, Whiltshire. La seva mare, Yvonne, és una secretària d'ascendència birmana; el seu pare, John Cullum, treballava al món de les finances. El seu avi patern va ser un oficial de l'exèrcit britànic en tant que la seva àvia paterna va ser una jueva refugiada originària de Prússia que cantava als clubs nocturns de Berlín.
Cullum va ser educat a l'escola privada Grittleton House i a Sheldon School. Va fer estudis de literatura anglesa i cinema a la Universitat de Reading, on es va graduar amb honors.

## Carrera
La seva carrera musical comença als setze anys, tocant a hotels, clubs i bars del seu poble. Durant la seva època d'estudiant universitari, va començar a compondre i tocar la seva pròpia música, com a banda sonora dels curtmetratges fets com a part de la seva carrera. Cullum aprofitava per fer concerts amb el seu grup Jamie Cullum Trio, dels quals en va néixer el seu primer disc anomenat "Heard it All Before" l'any 1999. D'aquest disc només se'n van fer prop de 500 còpies. Degut a la seva raresa, algunes còpies originals s'han venut per més de 1000 € a eBay. Gràcies a l'èxit de Heard it All Before, Cullum va ser convidat a participar en el disc de Geoff Gascoyne Songs of the summer.
Després de graduar-se a la universitat, Cullum va publicar l'àlbum Pointless Nostalgic, el qual va despertar l'interès del periodista i presentador televisiu Michael Parkinson i de l'autor Melvyn Bragg.

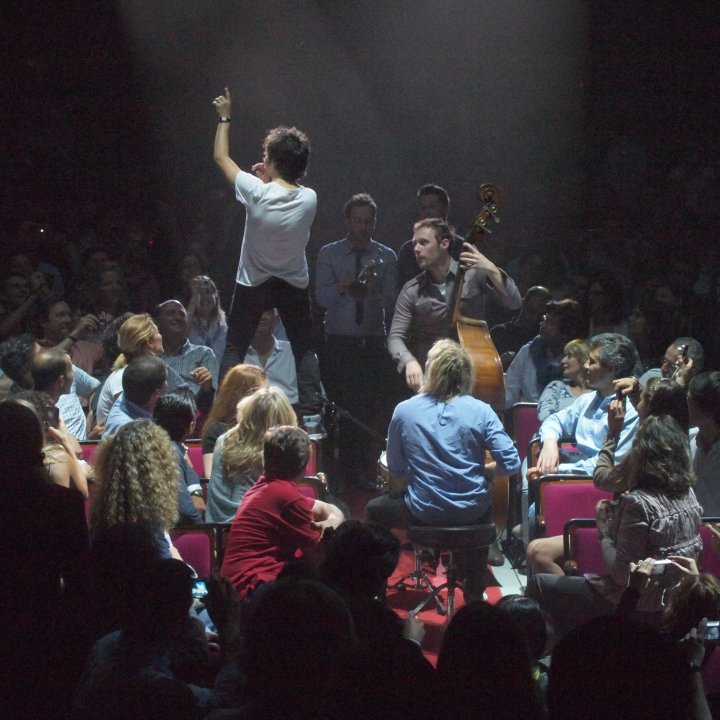
Jamie Cullum durant la gira europea de 2010

La primera aparició televisiva de Jamie Cullum té lloc l'abril del 2003 al programa de Parkinson. Tot seguit, va signar un contracte d'1 milió de lliures esterlines per tres àlbums amb Universal, qui va derrotar Sony en una guerra d'ofertes. El segon àlbum d'estudi de Cullum, Twentysomething, va veure la llum l'octubre del 2003. En tan sols quatre mesos se'n van vendre 850.000 còpies; Twentysomething va esdevenir l'àlbum d'estudi d'un artista de jazz més venut al Regne Unit i va aconseguir dos discos de platí. Cullum va acabar 2003 com l'artista de jazz més venut al Regne Unit de tots els temps. Gràcies a aquest treball, la nova figura del jazz britànic va ser guardonat amb el premi a «Millor Artista Nou» en la BBC National Radio 3 Jazz Awards i va ser nominat com "Artista Revelació" als premis Brit Awards d'aquell any.
Malgrat ser principalment un músic de jazz, interpreta un ventall molt ample d'estils i és generalment considerat un artista "crossover" amb arrels musicals fermament basades en el jazz. Un grup molt variat de músics i artistes han inspirat Jamie Cullum al llarg de la seva carrera, conformant una barreja eclèctica de música que va des de Miles Davis a Tom Waits i molts altres. Cullum ha format part de grups molts diversos durant la seva adolescència; ha estat el bateria d'un grup de hip-hop i ha tocat la guitarra en bandes de rock com Raw Sausage i The Mistery Machine. Considera el seu germà gran, Ben Cullum, la seva major influència musical, i segueixen col·laborant extensivament.
Cullum és reconegut no només per les seves habilitats amb el piano, sinó també pel seu estil i carisma, la qual cosa li ha comportat ser considerat tot un showman. Als seus concerts se'l pot trobar tocant el piano, executant algun instrument de percussió o fent beatboxing, que consisteix a imitar sons amb la boca, principalment de bateries o caixes de ritmes
Jamie Cullum ha versionat el treball de reconegudes figures de tota mena de gènere musical, com ara The White Stripes, Kanye West, Massive Attack, Rihanna, Pussycat Dolls, Radiohead, Gnarls Barkley, Elton John, Justin Timberlake, John Legend, Lady Gaga, a més de grans clàssics del jazz.

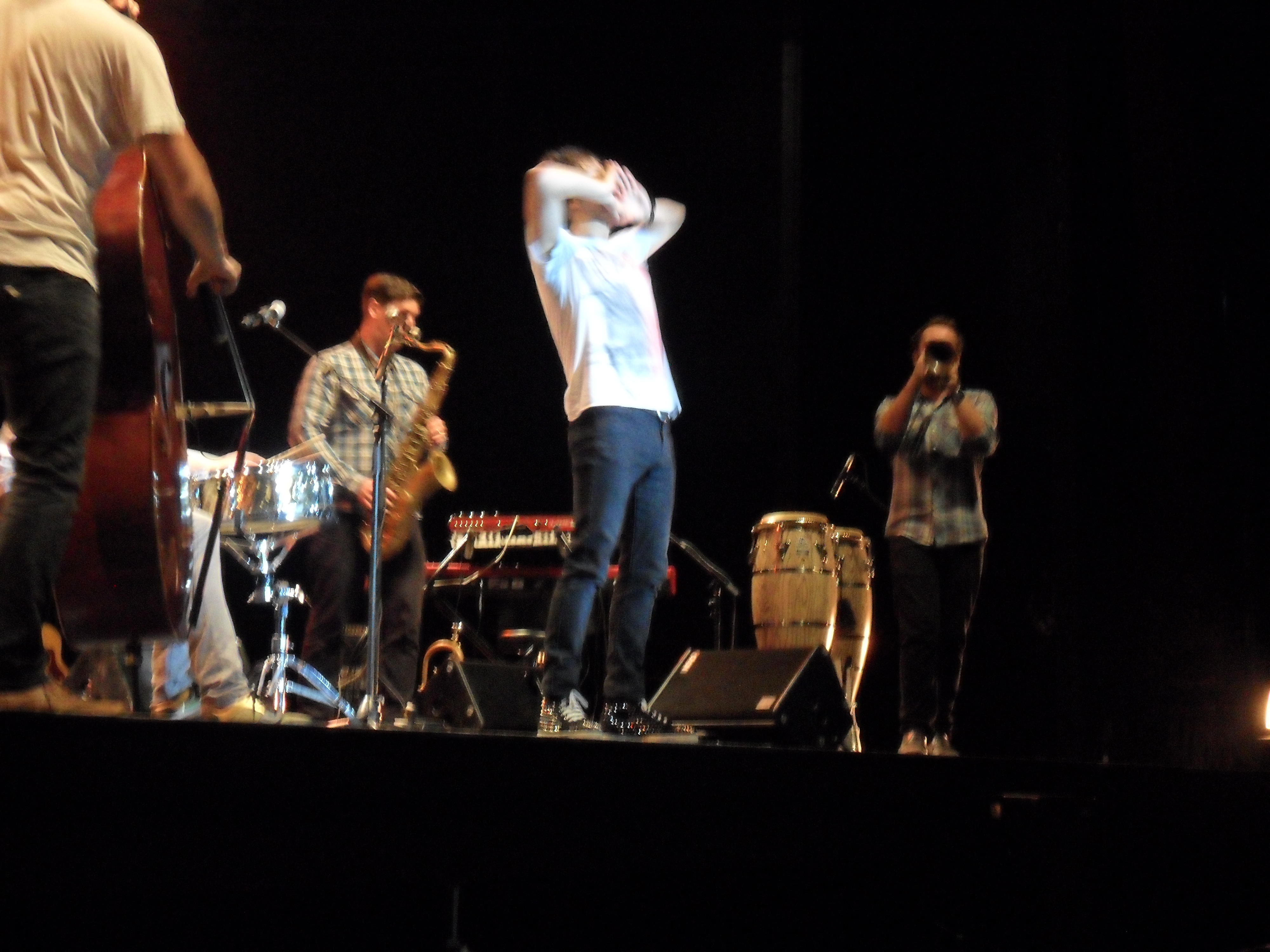
Jamie Cullum al Festival Castell de Peralada de 2011

Per als seus concerts no té un repertori fix de cançons, per tant la durada de les seves actuacions pot variar d'un lloc a un altre, però no solen excedir més de dues hores i són, en bona part, improvisades i basades en el jazz, però no exclusivament consisteixen en aquesta música.
Al llarg de la seva trajectòria, Jamie Cullum s'ha presentat en nombrosos festivals musicals arreu del món, incloent-hi el Glastonbury Festival (2004 i 2009), New Orleans Jazz & Heritage Festival (2005), Coachella, 2006 South by Southwest, North Sea Jazz Festival, The Hollywood bowl (al costat de Count Basie Orchestra) i el Playboy Jazz Festival. El 30 d'abril de 2006 a Queensday, (Països Baixos) va tenir lloc la seva actuació més multitudinària.
A Catalunya, ha participat en el Festival Jardins de Cap Roig (2009) i en el Festival de Jazz de Barcelona (2010). L'agost de 2011, actua a Peralada en el marc del Festival Castell de Peralada, exhaurint la totalitat de les entrades a la venda.

### Pointless Nostalgic
Pointless Nostalgic neix com un projecte finançat pel mateix Cullum i amics més propers, però acaba despertant l'interès de Candid Records i aquesta se'n fa càrrec de la publicació. En aquest àlbum s'incorporen versions de grans i vells clàssics del jazz, com ara "Well You Needn't" de l'obra de Thelonious Monk, i de cançons com "Devil May Care" o "It Ain't Necessarily So".
Es va gravar a la primavera del 2001 als Clown's Pocket Studios, Bexley. Geoff Gascoyne n'és el coproductor.

### Twentysomething
Gravat al London's Mayfair Studio i llençat el 20 d'octubre del 2003, Twentysomething uneix clàssics del jazz amb balades i melodies més contemporànies.
Degut a la naturalesa acústica de la música, el productor del disc, Steart Levine, va decidir gravar i mesclar Twentysomething completament en cinta analògica. Com que l'àlbum va ser gravat, gairebé en la seva totalitat, en directe i sense necessitat de corregir-ne o millorar-ne la interpretació, Levine no va trobar necessari fer-ne una gravació en format digital.
L'àlbum inclou versions de clàssics de jazz com "What a Difference Day Made", "Singin' in the Rain" i també de la famosa cançó de Cole Porter "I Get a Kick out of You". També hi incorpora tocs moderns a grans clàssics com "I Could Have Danced All Night", "Lover, You Should Have Come Over", i una versió de "The Wind Cries Mary" del mític Jimmy Hendrix, a més de noves cançons escrites per Cullum i el seu germà, Ben, entre les quals s'hi inclouen el primer single de l'àlbum, "All At Sea", i la que dona nom al disc, "Twentysomething".

### Catching Tales
El tercer àlbum de Jamie Cullum amb una gran discogràfica, també produït per Steward Levine, anomenat Catching Tales, va sortir a la venda el 26 de setembre del 2005 al Regne Unit i els Països Baixos, i dues setmanes després als Estats Units, l'11 d'octubre. El primer single del disc va ser "Get Your Way", el qual és fruit d'una col·laboració amb el productor Dan The Automator, qui va fer servir com a base la cançó del trompeter de jazz, Thad Jones, "Get Out Of My Life, Woman". El segon single publicat va ser "Mind Trick", escrit per Cullum i el seu germà. El tercer dels singles de l'àlbum va ser el tema "Photograph", escrit pel mateix Cullum el dia de cap d'any de 2004 en trobar una caixa amb fotos velles a casa dels seus pares.
Del disc se'n va publicar una versió en un vinil doble, així com del primer single "Get Your Way". La gira promocional de Catching Tales va començar a finals d'octubre de 2005 i va acabar al desembre de 2006.

### The Pursuit

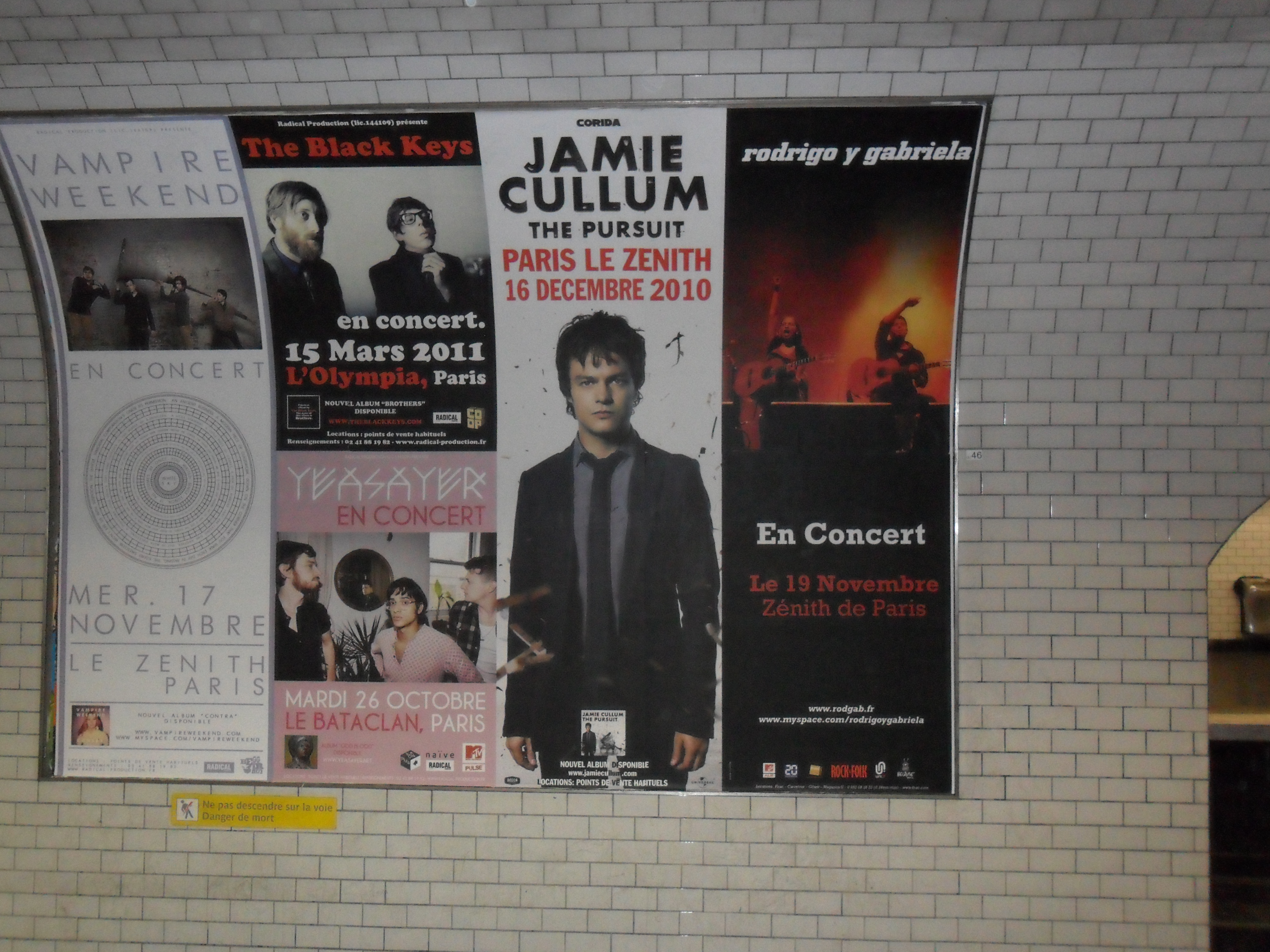
Cartell publicitari de Jamie Cullum a París

El 4 de juny del 2009, Cullum va anunciar el nom del seu quart àlbum d'estudi, The Pursuit. L'àlbum, produït aquest cop per Greg Wells, va ser llançat el 10 de novembre d'aquell any i el seu primer single és "I'm All Over It", escrit pel líder de la banda Deacon Blue, Ricky Ross. El disc va ser gravat a Los Angeles Studio, utilitzant cançons que Cullum havia gravat anteriorment a Terrified Studios, de la seva propietat, a Londres.
The Pursuit va ser gravat en diversos llocs; a la cuina de Jamie, a un estudi a Los Angeles i als Terrified Studios. Van ser uns quants els artistes que van acompanyar Cullum durant el procés de gravació. Per les cançons gravades a Los Angeles, es va comptar amb músics d'estudi i en aquestes es pot veure a Cullum tocant diferents instruments com la bateria i el baix. El segon single de l'àlbum és "Don't Stop the Music", una adaptació al jazz-fusió, sense deixar de banda el pop, de la famosa cançó de Rihanna. També hi inclou una versió del "Just One Of Those Things" de Cole Porter. La gira promocional del disc, anomenada The Pursuit World Tour 2010, va acabar a París el 16 de desembre de 2010.

### Membres de la banda
Des del 2003 fins al 2008, Jamie Cullum va estar acompanyat per Geoff Gascoyne amb el baix i Sebastiaan de Krom en la bateria. De 2003 a 2004 s'hi va afegir també Ben Castle amb el saxòfon, John Hoare amb la trompeta, Barnaby Dickinson amb el trombó i Malcolm MacFarlane amb la guitarra. Després de diversos canvis, reemplaçaments i abandons d'un dels membres per a començar la seva carrera en solitari, l'actual banda està formada per cinc membres (incloent-hi el mateix Cullum); Tom Richards (saxòfon i ocasionalment guitarra i percussió), Rory Simmons (trompeta i percussió), Chris Hill (baix) i Brand Webb (bateria).

## Vida Privada
Jamie Cullum està casat amb l'exmodel i escriptora culinària Sophie Dahl des del 9 de gener de 2010. Tenen una filla, Lyra, nascuda el 2 de març de 2011.

## Discografia
- Heard It All Before (1999)
- Pointless Nostalgic (2002)
- Twentysomething (2003)
- Catching Tales (2005)
- The Pursuit (2009)
- Momentum (2013)
- Interlude (2014)
- Wrong Side Of Ths Truth (Island, 2016)
- Taller (Island, 2019)
- The Pianoman at Christmas (Blue Note, 2020)